# Центральна школа Нанта
Центральна школа Нанта, (фр. École Centrale de Nantes) або (фр. Centrale Nantes), — є великою французькою інженерною школою, заснованою в 1919 році під назвою Institut Polytechnique de l'Ouest . Він надає аспірантуру, магістратуру та докторську програму, засновану на останніх наукових і технологічних розробках і передовій практиці управління.
Centrale Nantes є членом Ecoles Centrale Group разом із установами-партнерами CentraleSupélec, Centrale Lille, Centrale Lyon, Centrale Marseille та Centrale Beijing. Він також є членом мережі TIME (Top Industrial Managers for Europe), яка забезпечує обмін студентами між провідними інженерними закладами Європи.

## Місцезнаходження
Кампус Centrale Nantes розташований у центрі Нанта, Франція, у регіоні Пеї-де-ла-Луар. Нант знаходиться в двох годинах поїздом від Парижа. Нант — шосте за величиною місто Франції, розташоване на берегах Луари 50 км від узбережжя Атлантичного океану.

## Історія
Centrale Nantes була заснована в 1919 році. Спочатку відомий під назвою Institut Polytechnique de l'Ouest, він був перейменований у Ecole Nationale Supérieure de Mécanique (ENSM) у 1948 році, коли він став Ecole Nationale Supérieure d'Ingénieurs. Через тридцять років школа переїхала в нове приміщення - теперішнє місце на березі річки Ердре. У 1991 році згідно з указом, опублікованим в Офіційному журналі, вона стала Центральна школа Нанта, приєднавшись до новоствореної Центральної Вищої Школа. Будучи членом цієї групи, він пропонує багатодисциплінарну інженерну програму Centralien, яка веде до присвоєння французького диплома інженера, а також програми бакалаврату, магістра (включаючи спільний магістерський ступінь Erasmus Mundus), просунутого магістра, та докторський рівень. Програми Executive Education були запроваджені з 2017 року.

## Репутація та рейтинги
Centrale Nantes постійно згадується серед найкращих інженерних шкіл Франції в національних і міжнародних рейтингах. Відповідно до Рейтингу світових університетів Times Higher Education World University Rankings за предметами за 2022 рік, з 1118 закладів у всьому світі за інженерно-технічним рейтингом Centrale Nantes увійшов до 250 найкращих у 2022 році. Цей рейтинг ставить школу на третє місце серед французьких інженерних шкіл. 
З 2016 року Centrale Nantes також входить до 25 найкращих університетів світу за мобільністю студентів.
На національному рівні Centrale Nantes посіла 4-е місце у французькій інженерній школі за версією L'Etudiant у 2021 році.

## Дослідження
Дослідники Centrale Nantes використовують міждисциплінарний підхід для вирішення трьох основних завдань для зростання та інновацій: фабрика майбутнього, перехід до енергетики та інженерія для здоров’я.

### Науково-дослідні лабораторії
- Інститут високопродуктивних обчислень (ICI)
- Математичний інститут Жана Лере
- Лабораторія цифрових наук Нанта (LS2N)
- Науково-дослідний інститут цивільного та машинобудування (GeM)
- Дослідницька лабораторія гідродинаміки, енергетики та атмосферного середовища (LHEEA)
- Нантський дослідницький центр міської архітектури (AAU)

### Науково-дослідна база
- Океанські випробувальні установки: одні з найбільших в університетських умовах у Європі, включаючи буксирний резервуар, гідродинамічний та океанічний інженерний резервуар, резервуар для мілководдя та рециркуляційний канал.
- SEM-REV Офшорний випробувальний майданчик: перший європейський офшорний випробувальний майданчик, який підключений до мережі.
- Центр динамічних і статичних випробувань (CRED): Тестування термомеханічної поведінки матеріалів у реальних ситуаціях
- Стенди для випробувань двигунів: для експериментальної характеристики та чисельного моделювання складних енергетичних систем.
- Суперкомп’ютер: один із найпотужніших у своїй категорії у Франції (рівень 2).
- Платформа композитів: це експериментальне обладнання дає змогу виробляти органічні композити та характеризувати матеріали у фізичних термінах.
- Платформа швидкого виробництва: об’єднання кількох виробничих процесів: адитивне виробництво, механічна обробка, формування, зварювання, біодрук.
- Платформа робототехніки: за допомогою платформи досліджуються три сфери робототехніки: виробництво, наземна та повітряна мобільна робототехніка, гуманоїдна робототехніка та природні взаємодії.
- Structural Testing Floor: об’єднання інструментів моделювання, адаптованих для проектування та управління життєвим циклом конструкцій.
- Платформа Smart Factory: реконфігурована виробнича платформа, що демонструє концепції фабрики майбутнього.
- Віртуальна реальність: ця захоплююча кімната оснащена системою пасивної 3D-проекції для моделювання складної моделі в реальному часі.
- Аеродинамічні труби: атмосферна аеродинамічна труба та аеродинамічна аеродинамічна труба.
- Випробувальний стенд для електромобілів

### Промислово-дослідницькі крісла
Відповідно до своєї відданості інтегрованим лабораторним/промисловим дослідженням, Centrale Nantes бере активну участь у створенні міжнародних кафедр разом зі своїми партнерами:
- Група ESI з передових чисельних методів
- Mann+Hummel про автомобілі з чистою енергією
- TNO на прибережній атмосфері
- Renault – LMS, компанія Siemens, що займається виробництвом двигунів внутрішнього згоряння
- EADS про композити для аеронавтики та космосу
- Faurecia про композити для автомобільного застосування
- Група PSA з цифрового моделювання
- Renault про електромобілі
- EDYCEM про інноваційний бетон
- Військово-морська група (Об'єднана лабораторія морських технологій - Centrale Nantes, University of Nantes) з військово-морських технологій
- Bureau Veritas про кораблі майбутнього
- RTE в розумних мережах